# Alou Diarra
Alou Diarra (* 15. červenec 1981, Villepinte) je francouzský fotbalista, naposledy působící v AS Nancy. Hraje na pozici defenzivního záložníka.
S francouzskou fotbalovou reprezentací získal stříbrnou medaili na mistrovství světa roku 2006. Hrál též na mistrovství světa roku 2010 a Euru 2012. Celkem za národní tým odehrál 44 utkání (k 19. červnu 2012).
S Bayernem Mnichov vyhrál roku 2001 Interkontinentální pohár. Dvakrát se stal mistrem Francie, jednou s Girondins Bordeaux (2008–09) a jednou s Olympiquem Lyon (2006–07). V letech 2012–2014 působil ve West Ham United.